# Alan Wake II
Alan Wake II ist ein Horror-Adventure des finnischen Entwicklerstudios Remedy Entertainment und Publisher Epic Games. Das Spiel erschien am 27. Oktober 2023 für die Plattformen PlayStation 5, Xbox Series X/S sowie für Microsoft Windows über den Epic Games Store.
Es handelt sich um den Nachfolger zu dem erstmals 2010 erschienenen Alan Wake, welcher sowohl die Geschichte des titelgebenden Protagonisten fortsetzt, aber auch einen neuen Spielercharakter einführt.
Alan Wake II wurde allgemein überwiegend positiv aufgenommen und von vielen Kritikern als „großartige“ Horror-Fortsetzung bezeichnet. Gelobt wurden vor allem die neuen Spielmechaniken, die allgemeine Atmosphäre und Grafik, während mehrere Kritiker insbesondere die hohen Systemanforderungen der PC-Version bemängelten und andere herausstellten, dass das Spiel kein typischer Action-Horror ist, sondern gemäß dem Adventure-Genre rätselhaft ist.
Der wirtschaftliche Erfolg des Spiels stand vergleichsweise lange aus. Anfang März 2024 hatte das Spiel seine Entwicklungs- und Marketingkosten trotz 1,3 Millionen verkaufter Einheiten noch nicht eingespielt. Erst nach dem vierten Quartal des Jahres 2024 war das Spiel für das Entwicklerstudio gewinnbringend, nach über 2 Millionen verkauften Einheiten.

## Handlung
Die Handlung von Alan Wake II unterteilt sich in zwei Geschichten und jede Mission ist ihrem eigenen Charakter zugeordnet. Der Spieler muss jede Geschichte durchlaufen, kann aber selbst die Reihenfolge bestimmen.
Vor 13 Jahren kam Alan Wake, ein Bestsellerautor mit Sitz in New York City, in das idyllische Bright Falls, eine Kleinstadt im Nordwesten der USA, um dort Urlaub zu machen, seine Ehe zu retten und seine Schreibblockade zu überwinden. Während des Urlaubs mit seiner Frau Alice erweckte Alan jedoch eine übernatürliche Macht der Finsternis in einer Horrorgeschichte zum Leben. Wake bekämpfte das Dunkel und schaffte es, es dorthin zu verbannen, wo es herkam – an einen albtraumhaften, dunklen Ort, der unter dem Cauldron Lake außerhalb der Kleinstadt Bright Falls versteckt war. Wake schrieb ein Ende für seine Horrorgeschichte und befreite damit seine Frau aus der Dunkelheit unter dem See, wurde jedoch selbst dort gefangen.
Alan Wake ist nicht tot, seit 13 Jahren ist er ein Gefangener an einem dunklen Ort, einem Albtraumgefängnis, das sich jenseits der echten Welt befindet. Wake schreibt eine düstere Geschichte, um die Realität zu formen und seinem Schicksal zu entkommen. Gejagt von einem unersättlichen Schrecken kämpft Wake darum, seinen Verstand zu bewahren und den Teufel mit seinen eigenen Waffen zu schlagen. Bis jetzt ist er gescheitert.
Die zweite Geschichte folgt Saga Anderson, einer erfahrenen FBI-Agentin mit dem Ruf, unmögliche Fälle zu lösen. Sie kommt in die Kleinstadt Bright Falls, um eine Reihe von rituellen Morden zu untersuchen. Die Leiche des FBI-Agenten Robert Nightingale wird gefunden und setzt eine Kette von Ereignissen in Gang, die ein schlafendes Böses von Neuem entfesselt.
Andersons Fall entwickelt sich zu einem Albtraum, als sie Seiten einer Horrorgeschichte entdeckt, die um sie herum wahr zu werden beginnen und beunruhigende Verbindungen zu Alan Wake aufweisen, einem Schriftsteller, der vor über einem Jahrzehnt verschwand. Sie wird in eine übernatürliche Horrorgeschichte verwickelt, die Wake selbst geschrieben hat und muss nun versuchen, seiner Gefangenschaft zu entkommen.

## Spielprinzip
Alan Wake II ist ein Horrorspiel, das wie sein Vorgänger aus der Third-Person-Perspektive gespielt wird.
Der Spieler durchläuft die Geschichte mit zwei spielbaren Charakteren, Alan Wake der Protagonist des Vorgängerspiels und die neue Protagonistin Saga Anderson. Sie sind in zwei separaten Einzelspieler-Geschichten unterteilt, die in beliebiger Reihenfolge gespielt werden können. Allerdings kann die Eröffnungssequenz und die Endsequenz des Spiels nur als Saga bzw. als Alan gespielt werden. In der Handlung des Spiels sind die Handlungsstränge der beiden Protagonisten eng miteinander verknüpft. Dies wird anhand von Anspielungen, Vorahnungen und Visionen während der Geschichte bemerkbar. Die beiden Protagonisten versuchen, zwischen den Welten zueinander Kontakt aufzunehmen. Welchen Blickwinkel man dabei hat, hängt davon ab, welche Geschichte zuerst gespielt wird.
Wie im Vorgänger durchqueren die Protagonisten Umgebungen und bekämpfen Feinde mit einer Taschenlampe. Diese muss auf die Gegner über einen längeren Zeitraum „fokussiert“ werden, um Feinde schließlich anfällig für Schusswaffenangriffe zu machen. Es steht nur eine begrenzte Menge an Ressourcen zur Verfügung, die Batterie der Taschenlampe verbraucht sich mit der Zeit, je nachdem wie oft und aktiv sie benutzt wird. Die Spieler müssen strategisch und sparsam mit der begrenzten Menge an Batterien und Munition umgehen, die im weiteren Verlauf der Geschichte, in der Spielwelt gefunden werden kann, um zu überleben. Zudem können die Angriffe der Feinde, wenn sie in der Nähe sind, mit einem Ausweichmanöver abgewehrt werden.
Ein wiederkehrendes Element von Alan Wake sind zudem die Manuskriptseiten: Spieler finden Seiten eines Manuskripts, die bevorstehende Ereignisse in der Geschichte vorhersagen. Im Gegensatz zum ersten Teil verfügt Alan Wake II zudem über ein neues Dialog-System, bei dem der Spieler in Gesprächen zwischen mehreren Optionen wählen kann.
In der Rolle von Agentin Saga hat der Spieler zudem Zugriff auf ihren „Mind Place“. Dort kann er unter anderem gefundene Manuskriptseiten noch mal lesen, Zwischensequenzen noch mal ansehen oder Waffen aufrüsten. Dazu gibt es dort ein Brett, auf dem Saga den Fortschritt in ihren Ermittlungen visualisiert. Daran sind Beweise, Polaroid-Fotos und Notizen angebracht, die man analysieren und miteinander verknüpfen kann. Ist eine Verknüpfung korrekt, erscheint der klassische rote Faden, um die Verbindung anzuzeigen. So werden neue Ziele für Sagas Geschichte freigeschaltet.

## Entwicklung und Veröffentlichung
Alan Wake II wurde erstmals am 10. Dezember 2021 mit einem Ankündigungstrailer der Öffentlichkeit präsentiert. Das Spiel verwendet die Northlight Engine und wurde von Sam Lake als „Das mit Abstand am besten aussehende und schönste Remedy-Spiel aller Zeiten“ bezeichnet. Die PC-Version des Spiels unterstützt Path Tracing und DLSS. Mitte Mai 2022 wurde bekannt, dass ein großer Teil des Titels bereits spielbar sei und die Entwicklung gut verlaufe.
Die Produktion von Alan Wake II begann im August 2019. Insgesamt dauerte die Entwicklung des Spiels rund 13 Jahre. In einem Interview erklärte Sam Lake, dass dies so wäre, weil der Nachfolger viele Charaktere und Orte beinhalte und Alan Wake II eine Fortsetzung der übernatürlichen Geschichte und Elemente, die in im ersten Alan Wake eingeführt wurden, sei.
Am 24. Mai 2023 wurde das Veröffentlichungsdatum zunächst auf den 17. Oktober 2023 festgelegt. Am 17. August 2023 gab Remedy allerdings bekannt, die Veröffentlichung um 10 Tage nach hinten auf den 27. Oktober 2023 zu verschieben, um eine Überschneidung mit dem Release anderer kommender Spiele zu vermeiden. Alan Wake II erscheint auf den Plattformen PlayStation 5, Xbox Series und für den PC über Microsoft Windows. Auf dem PC ist Alan Wake II ausschließlich im Epic Games Store käuflich erwerbbar. Ende Mai 2023 gaben die Entwickler zudem bekannt, dass das Spiel ausschließlich digital verfügbar sein wird und es keine physische Version geben wird.
Alan Wake II gibt es in zwei Versionen zu kaufen. Neben der normalen Standard-Edition für 50 Euro gibt es eine Deluxe-Edition mit folgenden Inhalten: Den Erweiterungspass mit den DLCs Night Springs und Lake House, einen „nordischen Schrotflinten“-Skin für Saga (als Teil des Erweiterungspasses), einen „Parliament-Schrotflinte“-Skin für Alan, eine blutrote Windjacke für Saga, einen Star-Anzug für Alan sowie einen Laternenanhänger für Saga. Vorbesteller erhalten zudem einen „verzierter Revolver“-Skin für Alan sowie ein Überlebensressourcenpaket für Saga.
Mitte Juni 2023 wurde bekannt, dass die Spielzeit der Hauptgeschichte von Alan Wake II etwa 20 Stunden in Anspruch nimmt und damit länger ist als der Vorgänger, der ohne Erweiterungen auf etwas mehr als 11 Stunden kam.
Das Budget für das Spiel beläuft sich mehreren Berichten zufolge auf 70 Millionen Euro, davon 50 Millionen Euro für die Entwicklung und weitere 20 Millionen Euro für Marketing. Damit ist Alan Wake II das teuerste Kulturprodukt aller Zeiten in der Geschichte von Finnland.

### Besetzung und Synchronisation
Für die englische Vertonung übernahm erneut Matthew Porretta die Hauptrolle des Alan Wake. Die schauspielerische Leistung stammt hingegen abermals von Ilkka Villi. Saga Anderson wurde von Melanie Liburd gespielt und gesprochen. Creative Director von Remedy und einer der Hauptentwickler von Alan Wake II, Sam Lake, übernahm die Rolle des Alex Casey, ein FBI-Agent, der Saga Anderson bei ihren Ermittlungen zur Seite steht und unterstützt. Sam Lake ist vor allem weltweit bekannt für seine Rolle im ersten Max Payne, wo er dem gleichnamigen Charakter sein Aussehen lieh. Gesprochen wird er wie bereits in Max Payne von James McCaffrey.
Die deutsche Synchronisation des Spiels entstand dieses Mal nicht mehr in Offenbach, sondern in Hamburg. Sämtliche Sprecher aus dem ersten Teil wurden ausgetauscht und umbesetzt. Der Protagonist Alan Wake wird so nicht mehr von Moritz Brendel gesprochen. Diese Rolle übernahm stattdessen Christos Topulos. Bright Falls Radiomoderator Pat Maine wird dieses Mal von Joshy Peters vertont, der im ersten Teil noch von Hans-Jörg Karrenbrock gesprochen wurde. Saga Anderson wird von Daniela Grubert synchronisiert. Während Andreas Otto die Rolle des FBI-Agenten Alex Casey übernahm.
| Rolle                    | Englischer Sprecher                       | Deutscher Sprecher |
| ------------------------ | ----------------------------------------- | ------------------ |
| Alan Wake                | Matthew Porretta Ilkka Villi (Schauspiel) | Christos Topulos   |
| Saga Anderson            | Melanie Liburd                            | Daniela Grubert    |
| Alex Casey               | James McCaffrey Sam Lake (Schauspiel)     | Andreas Otto       |
| Timothy Breaker          | Shawn Ashmore                             | David Berton       |
| Warlin Door              | David Harewood                            | Tetje Mierendorf   |
| Ilmo Koskela             | Peter Franzén                             | Frank Jordan       |
| Jaakko Koskela           | Peter Franzén                             | Frank Jordan       |
| Ahti                     | Martti Suosalo                            | Joachim Kaiser     |
| Kiran Estevez            | Janina Gavankar                           | Cornelia Dörr      |
| Rose Marigold            | Jessica Preddy                            | Maria Wardzinska   |
| Odin (Anderson Bruder)   | Harry Ditson                              | André Beyer        |
| Thor (Anderson Bruder)   | Stuart Milligan                           | Kai-Henrik Möller  |
| Alice Wake               | Christina Cole                            | Nadine Schreier    |
| Charlie Koskela          | Ian Bouillion                             | David Berton       |
| Charline Koskela         | Jill Winternitz                           | Anna Heleen Psurek |
| Cynthia Weaver           | Linda Marlowe                             | Ulrike Johannson   |
| David Anderson           | Ako Mitchell                              | Patrick Stamme     |
| Deputy Mulligan          | Mark Heenehan                             | Achim Buch         |
| Deputy Thornton          | Todd Boyce                                | Janis Zaurins      |
| Donna                    | Liza Ross                                 | Nadine Schreier    |
| Casper Darling           | Matthew Porretta                          | Christos Topulos   |
| Ed Booker                | Leemore Marrett Jr.                       | Patrick Stamme     |
| Logan Anderson           | Drew Hylton                               | Antonia Sandrock   |
| Mandy May                | Eve Karpf                                 | Nadine Schreier    |
| Norman                   | Kerry Shale                               | Mark Bremer        |
| Pat Maine                | James Carroll Jordan                      | Joshy Peters       |
| Agent Robert Nightingale | Doug Cockle                               | Joachim Kretzer    |
| Scratch                  | Matthew Porretta                          | Nicolas König      |
| Steven Lin               | Arthur Lee                                | Julian Henneberg   |
| Tammy Booker             | Nneka Okoye                               | Antonia Sandrock   |
| Thomas Zane              | Ilkka Villi                               | Nicolas König      |
| Vladimir Blum            | Alec Newman                               | Mark Bremer        |

## Soundtrack
Die Originalmusik wurde wie bereits beim Vorgänger von Petri Alanko komponiert. Alanko wurde für seine Arbeit an Alan Wake II bei den Game Awards 2023 in der Kategorie Best Score and Music nominiert, unterlag jedoch Masayoshi Soken, der die Musik für Final Fantasy XVI schrieb.
Die Geschichte von Alan Wake beinhaltet ein Kapitel mit dem Namen „Wir singen“ (englisch „We sing“) bei dem der Spieler Alan durch ein surreales Szenario führt, während Alans Psyche, der Talkshow-Moderator Warlin Door und andere „Herald of Darkness“ singen, ein Musical, welches über eine Live-Übertragung ausgestrahlt wird und Alans Geschichte bis zu diesem Punkt zusammenfasst, mit der Musik von Poets of the Fall (die im Spiel als die fiktive Band „The Old Gods of Asgard“ auftritt). Sam Lake sagte, die Idee für die Musiksequenz sei von Alan Wakes Auftritt und dem Aschenbecher-Labyrinth aus dem Spiel Control inspiriert worden, die ebenfalls mit der Musik von Poets of the Fall untermalt worden. Lake wusste auch, dass Matthew Porretta, der die Vertonung von Alan Wake übernimmt, und David Harewood, der die Rolle des Warlin Door spielt, singen konnten, und die Band Poets of the Fall konnte bei der Choreografie dieser Szene helfen. Während der Entwicklung stellten mehrere Entwickler häufig die Notwendigkeit der Musiksequenz infrage, da die Sequenz in einem Horrorspiel für viele seltsam war und es außerdem schwierig war, sie umzusetzen. Lake bestand jedoch darauf, dass diese Sequenz beibehalten wurde. Das Lied wurde bei den Game Awards 2023 von Poets of the Fall live gespielt, wobei Ilkka Villi, Matthew Porretta, David Harewood und Sam Lake erneut in ihren Rollen aus dem Spiel auftraten.

### Musikstücke im Episodenabspann
| Episode                                  | Künstler          | Lied                     | Länge |
| ---------------------------------------- | ----------------- | ------------------------ | ----- |
| Episode eins (Einladung)                 | RAKEL             | Follow You Into The Dark | 3:40  |
| Episode zwei (Das Herz)                  | Jaimes            | Wide Awake               | 2:58  |
| Episode drei (Mädchen vom Ort)           | Mougleta          | Superhero                | 3:52  |
| Episode vier (Keine Chance)              | Jean Castel       | Lost at Sea              | 2:06  |
| Episode fünf (Old Gods)                  | Poets of the Fall | Anger’s Remorse          | 5:46  |
| Episode sechs (Scratch)                  | Paleface          | Dark, Twisted and Cruel  | 2:27  |
| Episode sieben (Beschwörung)             | Poets of the Fall | Dark Ocean Summoning     | 6:18  |
| Episode acht (Deerfest)                  | ROOS + BERG       | No One Left to Love      | 3:45  |
| Episode neun (Come Home)                 | PJ Harvey         | Prayer at the Gate       | 4:14  |
| Alan Wake’s Geschichte (Episode 1 bis 9) | Poe               | This Road                | 9:32  |
| End Credits                              | Poets of the Fall | Heroes and Villains      | 5:10  |

## Bewertungen
GameStar hob hervor, dass das Horrorspiel nur für diejenigen reizvoll ist, die Rätsel und Erkundungen ohne viele Kämpfe mögen und dass die Handlung bei Alan Wake II surreal und verrückt ist.
Für 4Players steche Alan Wake 2 in dem Sinne heraus, dass es als Nachfolger nicht nur leichte Verbesserung in Optik und Gameplay böte und dadurch frisch und unverbraucht anfühlen. Die Schauplätze seien abwechslungsreich und die Schießereien deutlich runder. Beide Parallelgeschichten harmonieren als großes Ganzes. GamePro ordnete Alan Wake 2 als Highlight des Jahres ein, wertete jedoch aufgrund von technischen Problemen wie Kantenflimmern sowie Problemen mit der deutschen Synchronisation und Programmfehlern bei den Quests auf den Konsolen ab. PC Games lobte, dass gemeldete Fehler von dem Hersteller schnell behoben worden seien. Lediglich die Bosskämpfe seien frustrierend und benötigen mehrere Anläufe.
Alan Wake 2 sei eine äußerst beeindruckende technische und künstlerische Leistung. Die Detaildichte sei sehr hoch und die Beleuchtung fein granuliert. Auf der PlayStation 5 sei die Bildrate weitestgehend stabil, es treten jedoch Bildstörungen auf. Im Vergleich mit einer komplett ausgereizten PC-Version müssen klar Abstriche hingenommen werden. Bis Februar 2024 wurden 1,3 Millionen Einheiten verkauft.

### Auszeichnungen
| Preisverleihung    | Kategorie                      | Resultat  | Datum |
| ------------------ | ------------------------------ | --------- | ----- |
| The Game Awards    | Game of the Year               | Nominiert | 2023  |
| The Game Awards    | Best Game Direction            | Gewonnen  | 2023  |
| The Game Awards    | Best Narrative                 | Gewonnen  | 2023  |
| The Game Awards    | Best Art Direction             | Gewonnen  | 2023  |
| The Game Awards    | Best Audio Design              | Nominiert | 2023  |
| The Game Awards    | Best Action/Adventure Game     | Nominiert | 2023  |
| The Game Awards    | Best Score and Music           | Nominiert | 2023  |
| The Game Awards    | Best Performance               | Nominiert | 2023  |
| BAFTA Games Awards | Best Game                      | Nominiert | 2024  |
| BAFTA Games Awards | Narrative                      | Nominiert | 2024  |
| BAFTA Games Awards | Artistic Achievement           | Gewonnen  | 2024  |
| BAFTA Games Awards | Audio Achievement              | Gewonnen  | 2024  |
| BAFTA Games Awards | Music                          | Nominiert | 2024  |
| BAFTA Games Awards | Technical Achievement          | Nominiert | 2024  |
| BAFTA Games Awards | Performer in a supporting role | Nominiert | 2024  |

Petri Alanko wurde für den besten Soundtrack ausgezeichnet. Melanie Liburd wurde für ihre Rolle als Saga Anderson in der Kategorie Best Performance bei den Game Awards nominiert. Sam Lake erhielt eine Nominierung für die beste Nebenrolle.